# Alpine Masters
Alpine Masters — категория соревнований по горнолыжному спорту для любителей и бывших спортсменов. К соревнованиям допускаются все желающие. Основной критерий — возраст. По правилам FIS в категорию Masters Alpine попадают взрослые спортсмены от 30 лет. В России, Финляндии, США к участию в соревнованиях допускаются горнолыжники от 20 лет. В правилах FIS, кроме возрастного ограничения, накладывается ещё квалификационное ограничение — спортсмен, подавший заявку в категорию Masters Alpine не должен на этот момент состоять ни в одной национальной сборной команде.
Также называют и организованное сообщество любителей горнолыжного спорта и бывших спортсменов-горнолыжников.

## Краткие общие правила
Соревнования проводятся среди мужчин и женщин, достигших 30 лет. В дисциплинах: слалом, слалом-гигант, супер-гигант.
Как правило, мужчины и женщины стартуют по одной трассе. Не все трассы отвечают требованиям FIS. На международных соревнованиях и на чемпионатах мира ставят разные трассы для разных возрастов мужчин и женщин или переносят линию старта.
Участники разделяются на возрастные группы:
- Женщины — 30-34, 35-39, 40-44, 45-49, 50-54, 55-59, 60-64, 65-69, 70-74, 75 и старше
- Мужчины — 30-34, 35-39, 40-44, 45-49, 50-54, 55-59, 60-64, 65-69, 70-74, 75 и старше

Соревнования состоят из 2-х попыток. Заезды слалома и слалома-гиганта проводятся по двум разным трассам. Обе попытки супер-гиганта проводятся по одной трассе.
Победители (3 призовых места) определяются в каждой группе. Кроме этого, в некоторых национальных организациях, например, в «Клубе ветеранов и любителей горнолыжного спорта Санкт-Петербурга» выявляются 3 абсолютных победителя (с учётом коэффициента гандикапа). Коэффициент гандикапа — это поправочный коэффициент для каждой группы, уравнивающий шансы участников на победу. «Клуб ветеранов и любителей горнолыжного спорта Санкт-Петербурга» допускает к участию в соревнованиях спортсменов старше 17 лет.